# Nödsamtal
Ett nödsamtal är ett samtal till ett nödnummer som rings när en akut nödsituation, såsom pågående brott, brand eller olycka, har inträffat. Samtalet går till en alarmeringscentral som därefter vid behov larmar myndigheter som räddningstjänst (om ambulans eller brandkår behöver skickas ut) eller polis.
Till alarmeringscentralen vidarebefordras om möjligt uppringarens abonnentnummer samt adressuppgift för abonnemanget. Om samtalet rings från en mobiltelefon vidarebefordras istället positionsinformation för telefonen, om uppgiften är tillgänglig. Detta gäller dock inte om man ringer via en så kallad nomadiserad IP-telefon som till exempel Skype. Det är då extra viktigt att själv ange varifrån man ringer.

## Nödnummer
Varje land har ett (eller ibland flera, för olika myndigheter) nödnummer. I Sverige blev nödnumret 112 den första juli år 1996, vilket är det nödnummer som används i hela EU samt i GSM-nätverk världen över. Under en övergångsperiod på omkring fem år fortsatte det gamla nödnumret 90000 att fungera parallellt med 112. I Sverige är detta nummer nåbart även via texttelefon, eller, om vissa villkor är uppfyllda (se huvudartikel), via SMS.

## Samtalet
Under samtalet ställer larmoperatören ett antal frågor. Den första frågan är alltid vad har inträffat?. Därefter följer frågor som var det har hänt, varför man behöver hjälp, hur många som har drabbats och på vilket sätt, hur man kan ta sig till olycksplatsen, vem du är som ringer, hur man kan nå dig, med mera. Vid behov lyssnar en annan operatör av samtalet. Den lyssnande operatören kan då vidarebefordra larmet till lämplig myndighet och bistå med information. Detta innebär att även om den första operatören fortsätter att ställa frågor, så kan hjälp redan vara på väg ändå.
Om man ringer från en mobiltelefon utan SIM-kort går dock samtalet inte alltid direkt till operatör. I Sverige skickas det istället till SOS Alarms dotterbolag YouCall, där en telefonsvarare uppmanar den som ringer att trycka 5 för att kopplas till en telefonist, som i sin tur kopplar till den alarmeringscentral där samtalet hör hemma. Detta görs för att minska antalet felringingar, då minst 700 000 samtal årligen görs från SIM-kortslösa telefoner i Sverige, men endast cirka 1,5 % av dem uppskattas vara egentliga nödsamtal. Koppling till YouCall kan också ske om man befinner sig utanför täckning av sin egen operatör men har täckning i ett nät utan roamingavtal, om abonnentnumret av någon anledning skulle falla bort från samtalet av tekniska skäl eller om telefonen inte har hunnit eller kunnat (till exempel på grund av defekt SIM-kort) logga in i mobilnätet. I de flesta länder, bland annat Finland, hanteras dessa samtal som andra samtal, men till exempel GSM-positionsbestämning behöver inte fungera.

### Felringningar
Om man själv ringer nödnumret av misstag, ska man inte lägga på. Det kan då hända att operatören väljer att skicka ut akuthjälp för att säkerställa att situationen inte är farlig. Istället ska man vänta på att operatören svarar, och meddela denna att allt är som det ska vara.
Under år 2007 mottog SOS Alarm 3 586 001 samtal. Andelen felringningar av dessa var 58,6 %. Det är alltså fråga om ett mycket stort antal felringningar. Antalet felringningar har under 2000-talet konstant legat på omkring 60 %.
| Typ                                                | Andel  |
| -------------------------------------------------- | ------ |
| Tysta samtal, där ingen säger något                | 24,1 % |
| Övriga felringningar                               | 12,4 % |
| Ovetande om att de ringt 112                       | 9,8 %  |
| Busringningar                                      | 5,8 %  |
| Samtal som egentligen skulle till 114 14 (polisen) | 5,4 %  |
| Övning och test                                    | 1,1 %  |

Andelen busringningar (okynnessamtal) har, tvärtemot trenden i övriga Europa[källa behövs], halverats i Sverige sedan år 2000, tack vare utbildningsinsatser riktade till barn och ungdomar. Antalet busringningar är dock fortfarande ett stort problem, särskilt när de periodvis uppgår till flera hundra i timmen. Däremot har andelen samtal som egentligen skulle ha gått till polisen på 114 14 ökat, liksom testsamtal. De förstnämnda orsakas ofta av långa svarstider hos polisen, vilket orsakar frustration hos dem som ringer, eller för att de har missuppfattat telefonnumret som till exempel 114 114. Detta kan leda till att någon som har blivit hänvisad dit av larmoperatören ringer tillbaka till 112. 
En annan typ av felringning är när någon ringer det gamla nödnumret, 90 000, för att nå alarmeringscentralen. Antalet sådana samtal uppgick under en vecka under år 2006 till omkring 3 %. 97 % av Sveriges befolkning är medvetna om 112, men bland de äldre är kunskapen något mindre om än fortfarande över 90 %. Många äldre drar sig också för att ringa 112, utan ringer hellre kanske någon bekant eller släkting – kanske i en annan del av landet – därför att de trots av ålder ökat behov av till exempel akutsjukvård misstolkar sina besvär som lindriga. Detta orsakar onödig tidsspillan. SOS Alarm arbetar med att informera äldre om att det är bättre att ringa en gång för mycket än en gång för litet. En film, 112 – Din livlina, har också tagits fram. Dock känner endast omkring 41 % av befolkningen till att 112 fungerar i hela EU, vilket liknar motsvarande siffror från andra europeiska länder.

### Svarstid
SOS Alarm har haft en genomsnittlig svarstid under 2000-talet på omkring sex sekunder. Målet som staten har ställt upp är att varje samtal ska besvaras inom åtta sekunder. Svarstiderna påverkas dock av de tidigare nämnda köerna till polismyndigheten, då omkring 20 % av nödsamtalen vidarebefordras till polisen varpå operatören måste vänta kvar tillsammans med uppringaren.